# 皇港站
皇港站（法語：Gare de Port-Royal），是法国的一个铁路车站，属于大区快铁B线。开通于1895年3月31日，位于巴黎第五区。属于第一收费区（法語：Zone 1）。